# Kapel Wittentak
De Kapel Wittentak of Kapel van Onze-Lieve-Vrouw van Wittentak is een kapel nabij de Scherpenberg en natuurgebied Hotond-Scherpenberg in de Vlaamse Ardennen in het Belgische Ronse. De kapel werd gebouwd in de 17de eeuw op initiatief van Ernestine Yolande van Ligne en werd in 1639 ingewijd (na de pestepidemie van 1635). De oude kapel (in rococo en gotiek) werd in 1892 volledig afgebroken. In 1891 werd iets noordelijker een nieuwe neogotische kapel gebouwd op grond geschonken door de familie Cambier. De bakstenen kapel met leien zadeldak werd in 1968 gerestaureerd. Ze werd na een brand in 1981 heropgebouwd; in 1984 werd er een kruisweg in de open lucht aangelegd.  

## Afbeeldingen

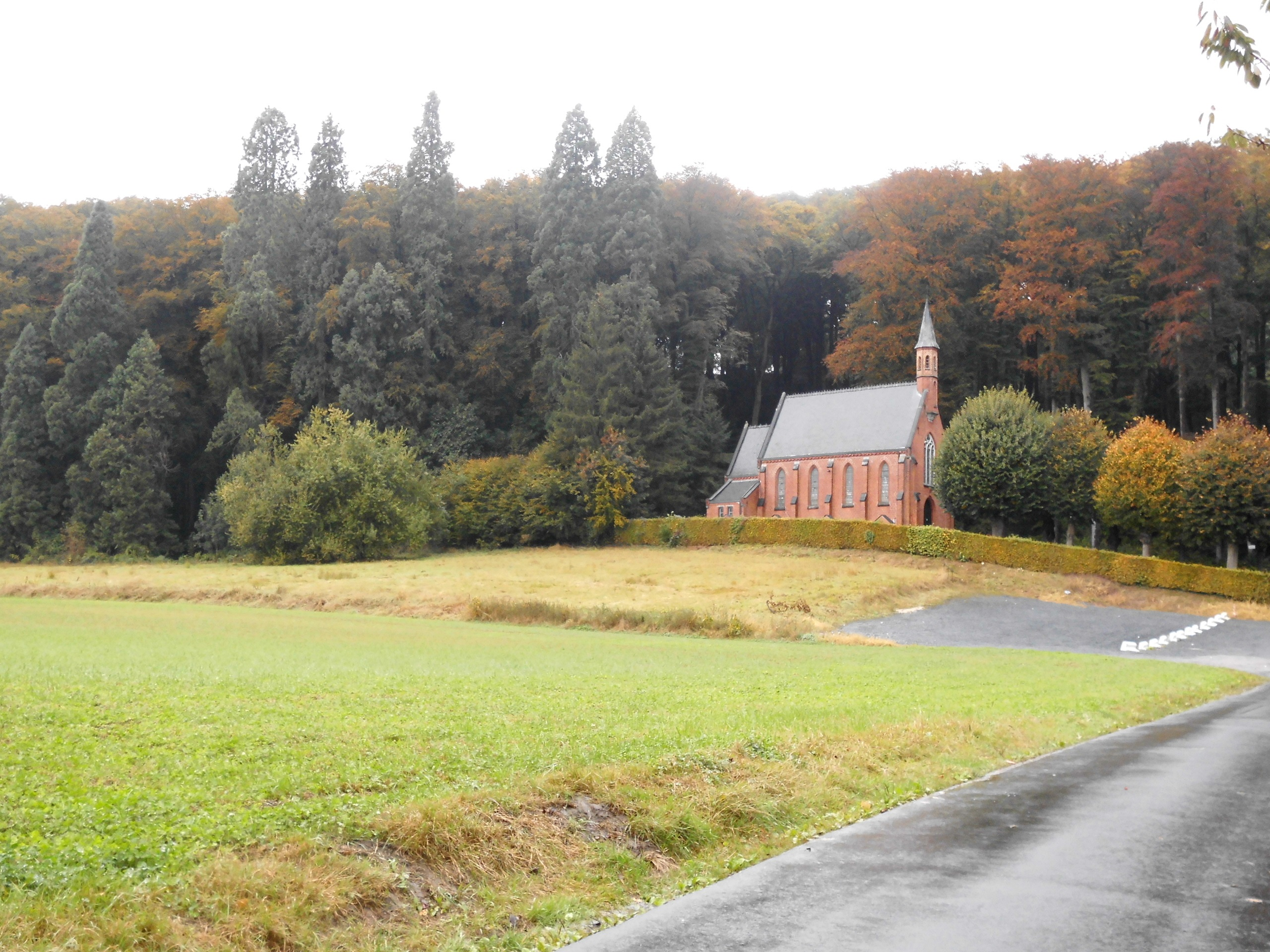
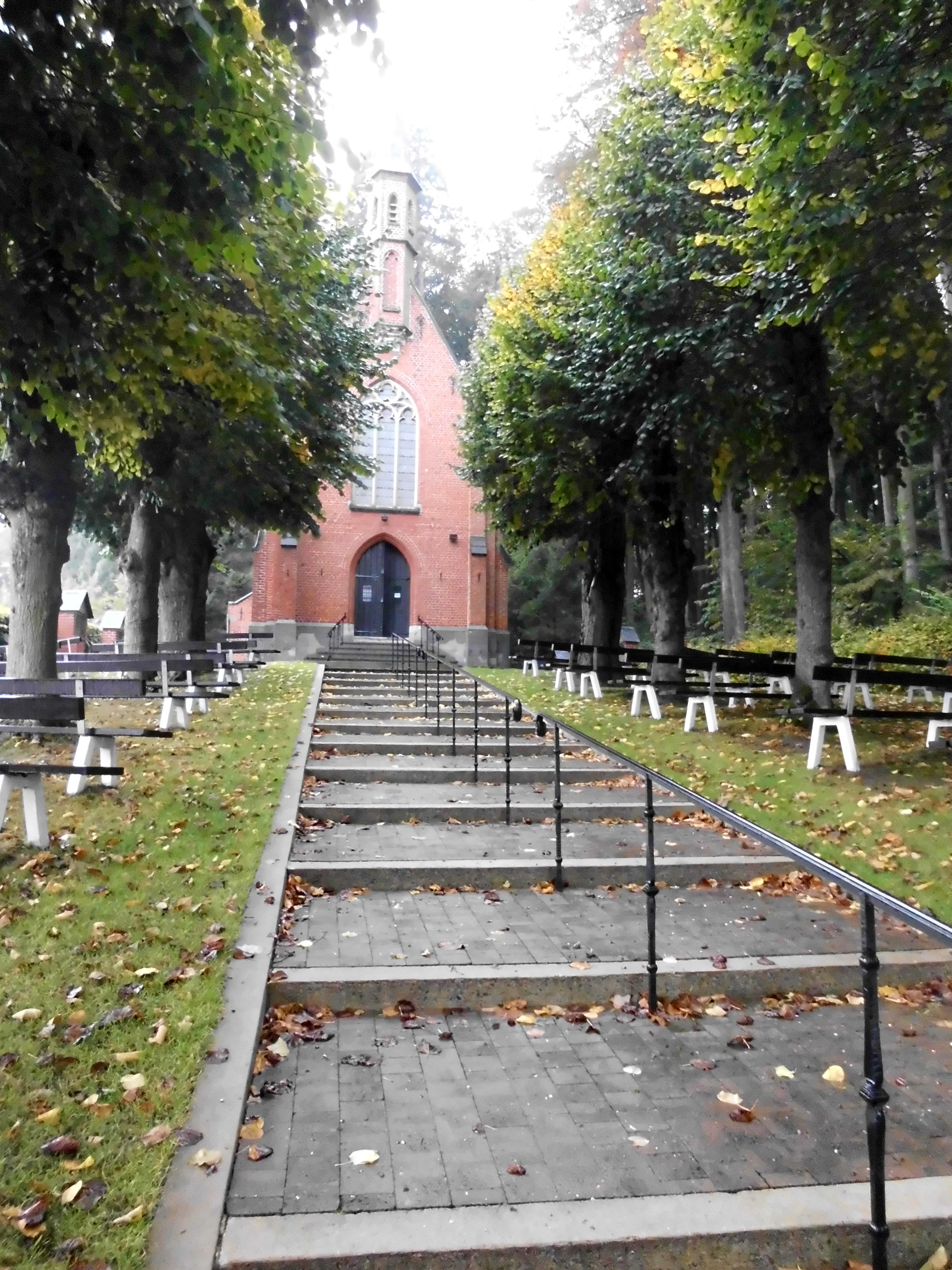
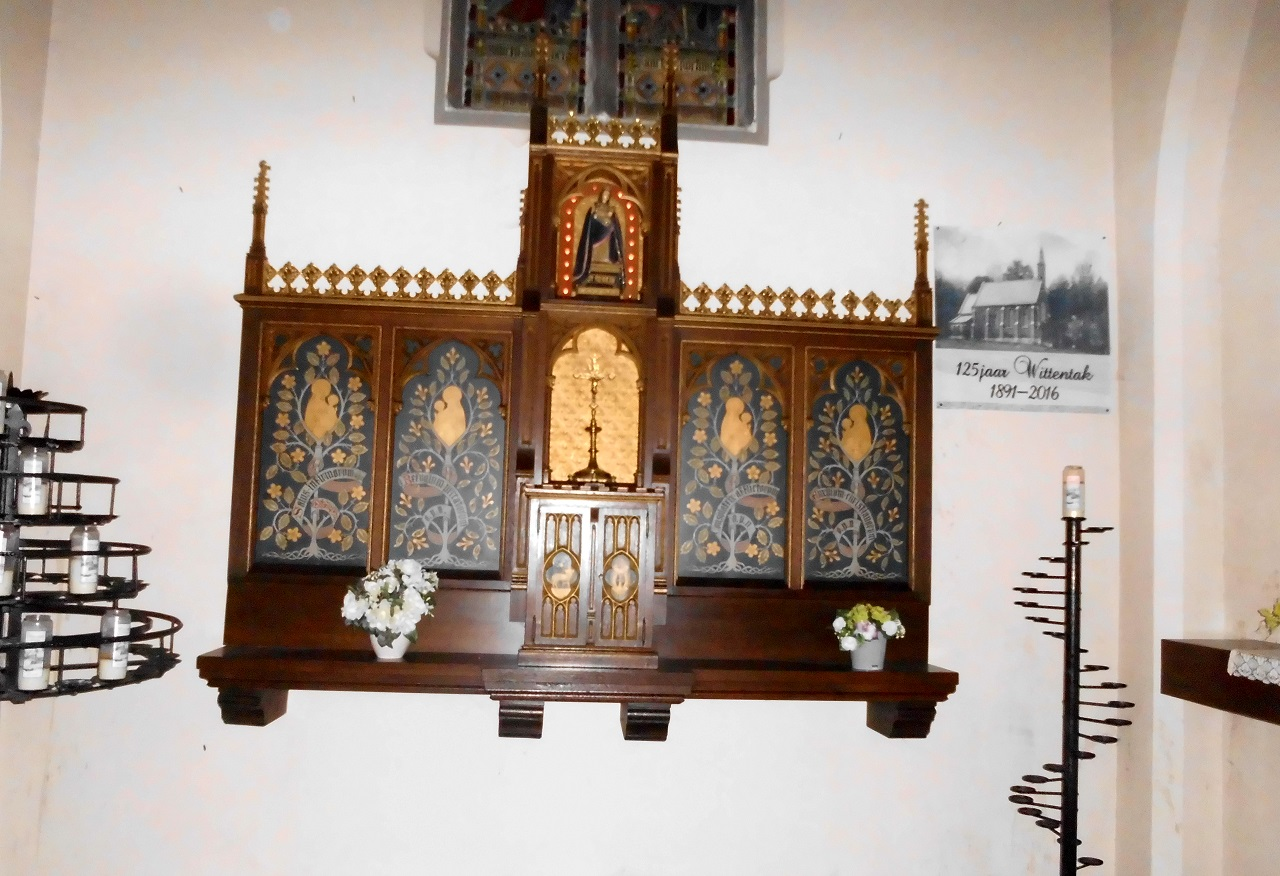
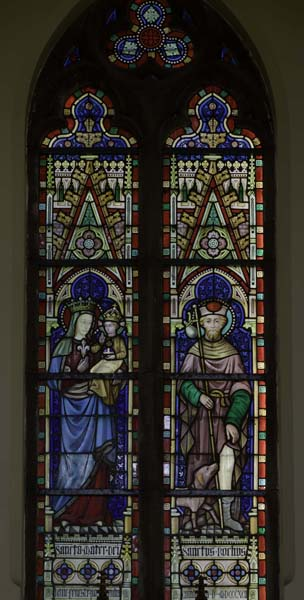